# Маслинен хитон
Маслинените хитони (Chiton olivaceus) са вид панцерни мекотели от семейство Chitonidae.
Таксонът е описан за пръв път от Лоренс Спенглер през 1797 година.